# Wrenn Peak
Wrenn Peak är en bergstopp i Antarktis. Den ligger i Östantarktis. Nya Zeeland gör anspråk på området. Toppen på Wrenn Peak är 1 750 meter över havet. Wrenn Peak ingår i Olympus Range.
Terrängen runt Wrenn Peak är bergig åt sydväst, men åt nordost är den kuperad. Trakten är obefolkad. Det finns inga samhällen i närheten.